# Alció de Pohnpei
L'alció de Pohnpei (Todiramphus reichenbachii) és una espècie d'ocell de la família dels alcedínids (Alcedinidae), que viu a l'illa de Pohnpei, a les Carolines orientals.
Ha estat considerada una subespècie de Todiramphus cinnamominus, espècie de la va ser treta arran els treballs d'Andersen et al. 2015 i Clements et al. 2015.